# Raúl Moro Prescoli
Raúl Moro Prescoli, conegut com a Raúl Moro (nascut el 5 de desembre de 2002), és un futbolista professional català que juga d'extrem al Reial Valladolid.

## Carrera de club
Moro va néixer a Abrera. Va debutar a la Sèrie A amb la Lazio el 20 de juliol de 2020 en un partit contra la Juventus.
El 23 d'agost de 2022, Moro va fitxar pel Ternana Calcio cedit durant tota la temporada. El gener del 2023, Moro va acabar la cessió i es va incorporar al Reial Oviedo cedit fins a final de temporada.
El 17 de juliol de 2023, Moro es va traslladar al Reial Valladolid de Segona Divisió amb un contracte de cessió d'un any. Després d'ajudar en l'ascens del club a la primera divisió, va signar un contracte indefinit de quatre anys el 30 de juny de 2024.